# Научный стиль
Нау́чный стиль — функциональный стиль речи литературного языка, которому присущ ряд особенностей: предварительное обдумывание высказывания, монологический характер, строгий отбор языковых средств, тяготение к нормированной речи.
Стиль научных работ определяется их содержанием и целями научного сообщения: по возможности точно и полно объяснить факты, показать причинно-следственные связи между явлениями, выявить закономерности исторического развития и так далее.

## Особенности
Научный стиль имеет ряд общих черт, проявляющихся независимо от характера определённых наук (естественных, точных, гуманитарных) и различий между жанрами высказывания (монография, статья, доклад, учебник, курсовая работа и т. д.), что даёт возможность говорить о специфике стиля в целом. Вместе с тем вполне естественно, что, например, тексты по физике, химии, математике заметно отличаются по характеру изложения от текстов по филологии или истории.
Научный стиль характеризуется логической последовательностью изложения, упорядоченной системой связи между частями высказывания, стремлением авторов к точности, сжатости, однозначности при сохранении насыщенности содержания.
1. Логичность — это, по возможности, наличие смысловых связей между последовательными единицами (блоками) текста.
2. Последовательностью обладает только такой текст, в котором выводы вытекают из содержания, они непротиворечивы, текст разбит на отдельные смысловые отрезки, отражающие движение мысли от частного к общему или от общего к частному.
3. Ясность, как качество научной речи, предполагает понятность, доступность.

## Лексика
Так как ведущей формой научного мышления является понятие, почти каждая лексическая единица в научном стиле обозначает понятие или абстрактный предмет. Точно и однозначно называют специальные понятия научной сферы общения и раскрывают их содержание особые лексические единицы — термины. Термин — это слово или словосочетание, обозначающее понятие специальной области знания или деятельности и являющееся элементом определённой системы терминов. Внутри данной системы термин стремится к однозначности, не выражает экспрессии. Однако это не означает его стилистической нейтральности. Термину, также как и многим другим лексическим единицам, присуща стилистическая окрашенность (научного стиля), которая отмечается в виде стилистических помет в соответствующих словарях. Приведём примеры терминов: «атрофия», «численные методы алгебры», «диапазон», «зенит», «лазер», «призма», «радиолокация», «симптом», «сфера», «фаза», «низкие температуры», «керметы». Значительная часть терминов является интернациональными словами.
В количественном отношении в текстах научного стиля термины преобладают над другими видами специальной лексики (номенклатурными наименованиями, профессионализмами, профессиональными жаргонизмами и пр.); в среднем терминологическая лексика обычно составляет 15—20 % общей лексики научного стиля. В приведённом фрагменте научно-популярного текста термины выделены особым шрифтом, что позволяет увидеть их количественное преимущество по сравнению с другими лексическими единицами:
К тому времени физики уже знали, что эманация — это радиоактивный химический элемент нулевой группы периодической системы, то есть — инертный газ; порядковый номер его — 86, а массовое число наиболее долгоживущего изотопа — 222.
Для терминов, как основных лексических составляющих научного стиля речи, а также для других слов научного текста, характерно употребление в одном, конкретном, определённом значении. Если слово многозначно, то оно употребляется в научном стиле в одном, реже — в двух значениях, которые являются терминологическими: сила, размер, тело, кислый, движение, твёрдый (Сила — величина векторная и в каждый момент времени характеризуется числовым значением). Обобщённость, абстрактность изложения в научном стиле на лексическом уровне реализуется в употреблении большого количества лексических единиц с абстрактным значением (абстрактная лексика). Научный стиль имеет и свою фразеологию, включающую составные термины: «солнечное сплетение», «прямой угол», «наклонная плоскость», «глухие согласные», «деепричастный оборот», «сложносочинённое предложение», а также различного рода клише: «заключается в …», «представляет собой …», «состоит из …», «применяется для …» и пр.

### Сокращения
В научной и технической литературе, как английской, так и русской, встречается большое количество разного рода сокращений. В современной русской и зарубежной лингвистике среди различных подходов к классификациям сокращений наиболее объемлющим является их разделение на аббревиатуры и акронимы, слияния, графические сокращения и усечения. Широкое развитие аббревиации и использование сокращённых лексических единиц стало общей тенденцией для многих национальных языков.
С развитием науки и техники и международных интеграционных процессов появляются новые понятия, большинство из которых и в русском, и в английском языках выражается при помощи словосочетаний или сложных слов. Однако термины — сложные слова и словосочетания — громоздки. В современном языке наблюдается тенденция экономии языковых средств и совершенствования языковой формы. Суть «экономного использования языка» заключается в обеспечении передачи максимального количества информации в единицу времени. В одних случаях это приводит к употреблению кратких вариантов термина в виде одного только основного компонента, в других — к использованию различного рода сокращений, аббревиатур и акронимов. Аббревиатуры и акронимы являются важным компонентом многих научно-технических статей и при правильном их использовании не только экономят языковые средства, но и облегчают прочтение и понимание текста специалистами.

## Морфологические особенности
Языку научного общения присущи свои грамматические особенности. Отвлечённость и обобщённость научной речи проявляются в особенностях функционирования разнообразных грамматических, в частности морфологических, единиц, что обнаруживается в выборе категорий и форм, а также степени их частоты в тексте.
Формы единственного числа имён существительных используются в значении множественного числа: «волк — специализированное хищное животное из класса млекопитающих из рода волков из семейства псовых»; «липа начинает цвести в конце июня». Вещественные и отвлечённые существительные нередко употребляются в форме множественного числа: смазочные масла, шумы в радиоприёмнике, большие глубины.
Названия понятий в научном стиле преобладают над названиями действий, это приводит к меньшему употреблению глаголов и большему употреблению существительных. При использовании глаголов заметна тенденция к их десемантизации, то есть утрате лексического значения, что отвечает требованию абстрактности, обобщённости научного стиля изложения. Это проявляется в том, что большая часть глаголов в научном стиле функционирует в роли связочных: «быть», «являться», «называться», «считаться», «стать», «становиться», «делаться», «казаться», «заключаться», «составлять», «обладать», «определяться», «представляться» и др. Имеется значительная группа глаголов, выступающих в качестве компонентов глагольно-именных сочетаний, где главная смысловая нагрузка приходится на имя существительное, называющее действие, а глагол выполняет грамматическую роль (обозначая действие в самом широком смысле слова, передаёт грамматическое значение наклонения, лица и числа): приводить — к возникновению, к гибели, к нарушению, к раскрепощению; производить — расчёты, вычисления, наблюдения. Десемантизация глагола проявляется также в преобладании в научном тексте глаголов широкой, абстрактной семантики: существовать, происходить, иметь, появляться, изменять(ся), продолжать(ся) и пр.
Для научной речи характерно использование глагольных форм с ослабленными лексико-грамматическими значениями времени, лица, числа, что подтверждается синонимией структур предложения: перегонку производят — перегонка производится; можно вывести заключение — выводится заключение и пр.
Ещё одна морфологическая особенность научного стиля состоит в использовании настоящего вневременного (с качественным, признаковым значением), что необходимо для характеризации свойств и признаков исследуемых предметов и явлений: «при раздражении определённых мест коры больших полушарий регулярно наступают сокращения»; «углерод составляет самую важную часть растения». В контексте научной речи вневременное значение приобретает и прошедшее время глагола: «Произведено n опытов, в каждом из которых x принял определённое значение». По наблюдениям учёных, процент глаголов настоящего времени в три раза превышает процент форм прошедшего времени, составляя 67—85 % от всех глагольных форм.
Отвлечённость и обобщённость научной речи проявляется в особенностях употребления категории вида глагола: около 80 % составляют формы несовершенного вида, являясь более отвлеченно-обобщенными. Немногие глаголы совершенного вида используются в устойчивых оборотах в форме будущего времени, которое синонимично настоящему вневременному: «рассмотрим…», «уравнение примет вид». Многие глаголы несовершенного вида лишены парных глаголов совершенного вида: «Металлы легко режутся».
Формы лица глагола и личные местоимения в научном стиле также употребляются в соответствии с передачей отвлеченно-обобщающих значений. Практически не используются формы 2-го лица и местоимения ты, вы, так как они являются наиболее конкретными, мал процент форм 1-го лица ед. числа. Наиболее часты в научной речи отвлечённые по значению формы 3-го лица и местоимения он, она, оно. Местоимение мы, кроме употребления в значении так называемого авторского мы, вместе с формой глагола часто выражает значение разной степени отвлечённости и обобщённости в значении «мы совокупности» (я и аудитория): Мы приходим к результату. Мы можем заключить.

## Синтаксические особенности
Для синтаксиса научного стиля речи характерна тенденция к сложным построениям, что способствует передаче сложной системы научных понятий, установлению отношений между родовыми и видовыми понятиями, между причиной и следствием, доказательствами и выводами. Для этой цели используются предложения с однородными членами и обобщающими словами при них. В научных текстах распространены разные типы сложных предложений, в частности с использованием составных подчинительных союзов, что вообще характерно для книжной речи: «вследствие того что», «ввиду того что», «в то время как» и пр. Средствами связи частей текста служат вводные слова и сочетания: «во-первых», «наконец», «с другой стороны», указывающие на последовательность изложения. Для объединения частей текста, в частности абзацев, имеющих тесную логическую связь друг с другом, используются указывающие на эту связь слова и словосочетания: «таким образом», «в заключение» и пр. Предложения в научном стиле однообразны по цели высказывания — они почти всегда повествовательные. Вопросительные предложения редки и используются для привлечения внимания читателя к какому-либо вопросу.
Обобщенно-абстрактный характер научной речи, вневременной план изложения материала обусловливают употребление определённых типов синтаксических конструкций: неопределённо-личных, обобщённо-личных и безличных предложений. Действующее лицо в них отсутствует или мыслится обобщённо, неопределённо — всё внимание сосредоточено на действии, на его обстоятельствах. Неопределённо-личные и обобщённо-личные предложения используются при введении терминов, выведении формул, при объяснении материала в примерах: Скорость изображают направленным отрезком; Рассмотрим следующий пример; Сравним предложения.
В научной речи обычно отсутствуют предложения, передающие экспрессивные качества речи, смысловые и интеллектуальные тонкости. Редки эмоционально окрашенные предложения, всевозможные умалчивания, недоговорённость и т. д., нежелательны разнообразные виды неполных предложений. Редко встречаются вопросительные и восклицательные предложения. Такой синтаксис не требует пунктуационной сложности — пунктуация стандартизирована и лишена индивидуальной осмысленности. В ходе исследования обширного текстового материала из художественной и научной литературы выявлена частотность употребления основных знаков препинания. Например, точка с запятой в русском и английском языках преобладает в классической литературе XIX века, а тире наоборот, в современной.
Современный научный стиль речи в русском языке характеризуется минимальным количеством приложений, сравнительных оборотов, поэтому количество точек с запятой невелико по сравнению с художественной литературой. Высокой частотностью в научном стиле речи обладает тире. Вместе с тем для научного стиля в русском языке по сравнению с английским отмечены преобладающая частотность употребления тире (162 случая и 95 соответственно) и меньшая — точки с запятой (34 и 86 соответственно). Меньшая частотность применения точки с запятой в научной литературе на русском языке обусловлена, в частности, тем, что при переводе с английского на русский точка с запятой может превратится и в запятую, и в двоеточие.

## Подстили
Отличием научного от всех других стилей речи является то, что его можно разделить на четыре подстиля :
- Собственно-научный. Адресат этого стиля — учёный, специалист. Целью стиля можно назвать выявление и описание новых фактов, закономерностей, открытий. Характерен для диссертаций, монографий, авторефератов, научных статей, научных докладов, тезисов, научных рецензий и т. д.

Пример: «Ритмика экспрессивной речи ни в одном языке и ни при каких условиях не может оказаться тождественной ритмической организации нейтральной речи. Увеличение числа пауз и их протяжённости, неустойчивый темп, эмфатические ударения, специфическая сегментация, более контрастная мелодика, удлинение сонантов, шипящих, затянутая выдержка смычки у взрывных, волюнтативная растяжка гласных, влияющие на соотношение длительности ударного и безударного слогов в ритмогруппе, нарушают господствующие в языке ритмические тенденции (Т. Поплавская)».
- Научно-учебный. Работы в данном стиле адресованы учащимся, с целью обучить, описать факты, необходимые для овладения материалом, поэтому факты, изложенные в тексте, и примеры приводятся типовые. Обязательным является описание «от общего к частному», строгая классификация, активное введение и использование специальных терминов. Характерен для учебников, учебных пособий, лекций и т. д.

Пример: «Ботаника — наука о растениях. Название этой науки происходит от греческого слова „ботане“, что значит „зелень, трава, растение“. Ботаника изучает жизнь растений, их внутреннее и внешнее строение, распространение растений на поверхности земного шара, взаимосвязь растений с окружающей природой и друг с другом (В. Корчагина)».
- Научно-популярный. Аудитория при таком стиле обычно не имеет специальных знаний в данной области. Ю. А. Сорокин указывает, что научно-популярный текст пишется «научно, популярно, художественно»[5], то есть при сохранении характерной для научного текста строгости и чёткости изложения, его особенностью является упрощённый характер изложения и возможное использование эмоционально-экспрессивных средств речи. Целью стиля является ознакомление с описываемыми явлениями и фактами. Употребление цифр и специальных терминов минимально (каждый из них подробно поясняется). Особенностями стиля являются: относительная лёгкость чтения, использование сравнения с привычными явлениями и предметами, значительные упрощения, рассматривание частных явлений без общего обзора и классификации. Стиль характерен для научно-популярных журналов и книг, детских энциклопедий, сообщений «научного характера» в СМИ. Это наиболее свободный подстиль, и он может варьироваться от газетных рубрик «историческая/техническая справка» или «это интересно» до научно-популярных книг, близких по формату и содержанию к учебникам (научно-учебному стилю).
- Научно-технический. Адресат — специалисты технико-технического профиля. Цель — применение достижений фундаментальной науки в практике.

Пример: «Если в процессе вывода двигателей на взлётный режим происходит страгивание самолёта с места, отпустите тормоза и увеличьте режим работы двигателей до взлётного с учётом выдерживания направления разбега. При этом ВП [второй пилот] убеждается в готовности взлётного автофлюгера на обоих двигателях и контролирует выход двигателей на взлётный режим (РЛЭ самолёта Ан-28)».

## Жанры, использующие научный стиль
Научные тексты оформляются в виде отдельных законченных произведений, структура которых подчинена законам жанра.
Можно выделить следующие жанры научной прозы: монография, справочник, журнальная статья, рецензия, учебник (учебное пособие), лекция, доклад, информационное сообщение (о состоявшейся конференции или симпозиуме, конгрессе), устное выступление (на конференции, симпозиуме и т. д.), диссертация, научный отчёт. Эти жанры относятся к первичным, то есть созданным автором впервые.
К вторичным текстам, то есть текстам, составленным на основе уже имеющихся, относятся: реферат, автореферат, обзор (конспект) публикаций, тезисы научной работы, аннотация. При подготовке вторичных текстов происходит свёртывание информации в целях сокращения объёма текста. Не следует путать разделение текстов на первичные и вторичные с принятым в источниковедении разделением источников на первичные, вторичные и третичные. Так, автореферат является вторичным (по отношению к диссертации) текстом, однако в отношении оригинальных результатов, полученных его автором, он является первичным источником.
К жанрам учебно-научного подстиля относятся: лекция, семинарский доклад, курсовая работа, реферативное сообщение. Каждому жанру присущи свои индивидуально-стилевые черты, однако они не нарушают единство научного стиля, наследуя его общие признаки и особенности.

## История научного стиля
Возникновение связано с развитием разных областей научного знания, разных сфер деятельности человека. На первых порах стиль научного изложения был близок к стилю художественного повествования. Отделение научного стиля от художественного произошло в александрийский период, когда в греческом языке, в то время распространившем своё влияние на весь культурный мир, стала создаваться научная терминология.
Впоследствии терминология была пополнена из ресурсов латыни, ставшей интернациональным научным языком европейского средневековья. В эпоху Возрождения учёные стремились к сжатости и точности научного описания, свободного от эмоционально-художественных элементов изложения как противоречащих абстрактно-логическому отображению природы. Однако освобождение научного стиля от этих элементов шло постепенно. Известно, что слишком «художественный» характер изложения Галилея раздражал Кеплера, а Декарт находил, что стиль научных доказательств Галилея чрезмерно «беллетризован». В дальнейшем образцом научного языка стало логическое изложение Ньютона.
В России научный язык и стиль начал складываться в первые десятилетия XVIII века, когда авторы научных книг и переводчики стали создавать русскую научную терминологию. Во второй половине этого века благодаря работам М. В. Ломоносова и его учеников формирование научного стиля сделало шаг вперёд, но окончательно он сложился во второй половине XIX века вместе с научной деятельностью крупнейших учёных этого времени.

## Пример
Пример, иллюстрирующий научный стиль речи:
Наиболее важными хозяйственно-биологическими признаками сортов являются: стойкость к условиям произрастания (к климату, почве, вредителям и болезням), долговечность, транспортабельность и длительность хранения.Г. Фетисов